# Elinor Glyn
Elinor Glyn, nata Elinor Sutherland, (Saint Helier, 17 ottobre 1864 – Londra, 23 settembre 1943), è stata una scrittrice e sceneggiatrice britannica che lavorò a lungo a Hollywood anche come produttrice e regista.
Creò il genere letterario del romanzo rosa dai connotati erotici. Benché il suo nome sia stato dimenticato da gran parte del pubblico, negli anni venti del Novecento fu una delle personalità di maggior spicco della cultura popolare soprattutto nei paesi di area anglofona. Contribuì a creare in maniera decisiva i miti di Rodolfo Valentino, Gloria Swanson e Clara Bow. È sua la definizione inglese di It, il termine che indicava - nella traduzione italiana - Quel certo non so che, che diede anche il titolo a uno dei film di maggior successo di quegli anni e che portò nell'empireo di Hollywood il nome di Clara Bow.

## Biografia

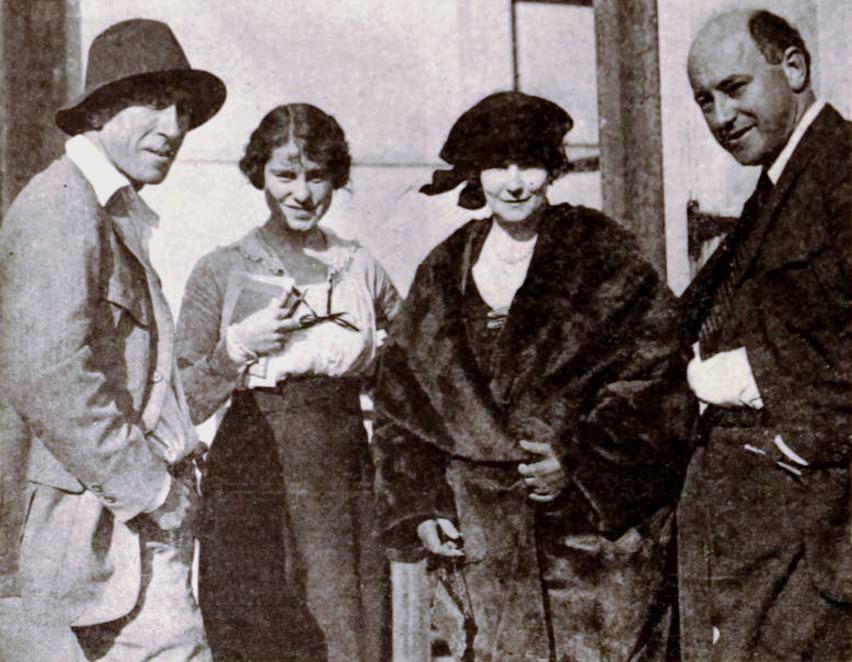
William C deMille, Jeanie MacPherson, Elinor Glyn e Cecil B DeMille (dicembre 1920)

Nata a Jersey, imparentata con gli aristocratici Lords Duffus, era la figlia più giovane di Douglas Sutherland (1838–1865), un ingegnere civile di origine scozzese e di Elinor Saunders (1841–1937), la cui famiglia di origine anglo-francese risiedeva in Canada. Dopo la morte del padre, avvenuta quando Elinor aveva solo due mesi, la famiglia - composta dalla madre e dalle sue due bambine, Lucy di un anno ed Elinor - si trasferì nell'Ontario, dove vivevano i nonni materni. L'educazione di Elinor fu affidata alla nonna Lucy Anne Saunders nata Willcocks, un'aristocratica anglo-irlandese figlia di Sir Richard Willcocks, la quale trasmise alla nipote le regole della rigida etichetta che sovrintendeva alla vita sociale delle classi aristocratiche inglesi. Questo patrimonio di conoscenze favorì Elinor al suo ritorno in Europa, facendola entrare senza difficoltà a far parte dei circoli più esclusivi della società inglese. Anni dopo, a Hollywood, fu considerata la più grande esperta in materia, venendo assunta dagli studios come consulente di stile e di buone maniere.
Sua sorella Lucy Christiana, dal canto suo, sarebbe diventata una famosa disegnatrice di moda con il nome di Lady Duff Gordon.

## Libri e romanzi
- The Visits of Elizabeth (1900)
- The Seventh Commandment (1902)
- The Reflections of Ambrosine (1903)
- The Damsel and the Sage (1903)
- The Vicissitudes of Evangeline o Red Hair (1905)
- Oltre gli scogli (Beyond the Rocks) (1906)
- Three Weeks (1907)
- The Sayings of Gradmamma and Others (1908)
- Elizabeth Visits America (1909)
- His Hour (1910)
- Love Itself (1912)
- Halcyone (1912)
- La ragione per cui... (The Reason Why) (1912)
- The Sequence o Guinevere's Lover (1913)
- The Contrast and Other Stories (1913)
- Your Affectionate Godmother (1914)
- Letters to Caroline (1914)
- Three Things (1915)
- The Career of Katherine Bush (1916)
- Destruction (1918)
- The Price of Things o Family (1919)
- The Point of View (1920)
- Man and Maid (1922)
- The Elinor Glyn System of Writing (1922)
- The Philosophy of Love (1923)
- Sei giorni (Six Days) (1924)
- The Great Moment (1925)
- This Passion Called Love (1925)
- Love's Blindness (1926)
- 'It' and Other Stories (1927)
- The Wrinkle Book, Or, How to Keep Looking Young (1927)
- The Man and the Moment (1927)
- Eternal Youth (1928)
- Knowing Men (1930)
- The Flirt and the Flapper (1930)
- Love's Hour (1932)
- Glorious Flames (1932)
- Saint or Satyr? and Other Stories (1933)
- Sooner or Later (1933)
- Such Men Are Dangerous (1933)
- Romantic Adventure (1936)
- The Third Eye (1940)

## Filmografia
La filmografia è completa. Quando manca il nome del regista, questo non viene riportato nei titoli

### Sceneggiature
- Three Weeks, regia di Perry N. Vekroff - romanzo (1914)
- One Day, regia di Hal Clarendon - romanzo e adattamento (1916)
- Három hét, regia di Márton Garas - romanzo (1917)
- Érdekházasság, regia di Antal Forgács - romanzo (1918)
- The Man and the Moment, regia di Arrigo Bocchi - romanzo (1918)
- The Reason Why, regia di Robert G. Vignola - romanzo (non accreditata) (1918)
- The Career of Katherine Bush, regia di Roy William Neill - romanzo (1919)
- Sangue di zingara (The Great Moment), regia di Sam Wood - storia (1921)
- L'età di amare (Beyond the Rocks), regia di Sam Wood - romanzo (1922)
- The World's a Stage, regia di Colin Campbell - storia (1922)
- Six Days, regia di Charles Brabin - romanzo (1923)
- Three Weeks, regia di Alan Crosland - romanzo e sceneggiatura (1924)
- How to Educate a Wife, regia di Monta Bell - storia (1924)
- La sua ora (His Hour), regia di King Vidor - romanzo (1924)
- Il trionfo dell'onestà (Man and Maid), regia di Victor Schertzinger - romanzo e sceneggiatura (1925)
- The Only Thing, regia di Jack Conway - adattamento e storia (1925)
- Soul Mates, regia di Jack Conway - romanzo The Reason Why (1925)
- Love's Blindness, regia di John Francis Dillon - sceneggiatura (1926)
- Cosetta (It), regia di Clarence G. Badger e, non accreditato, Josef von Sternberg - romanzo e adattamento (1927)
- Ritzy, regia di Richard Rosson - storia (1927)
- Mad Hour, regia di Joseph C. Boyle - romanzo di The Man and the Moment (1928)
- Quello che donna vuole... (Red Hair), regia di Clarence G. Badger - romanzo The Vicissitudes of Evangeline (1928)
- Una donnina energica (Three Weekends), regia di Clarence G. Badger - storia (1928)
- Rondine marina (The Man and the Moment), regia di George Fitzmaurice - storia (1929)
- Knowing Men, regia di Elinor Glyn - romanzo e sceneggiatura (1930)
- Such Men Are Dangerous, regia di Kenneth Hawks (non accreditato) - storia (1930)
- The Price of Things, regia di Elinor Glyn - romanzo (1930)
- Three Weeks, regia episodio di Romance - storia (1977)

### Regista
- Knowing Men (1930)
- The Price of Things (1930)

### Produttrice
- La sua ora (His Hour), regia di King Vidor - supervisore (1924)
- Cosetta (It), regia di Clarence G. Badger e, non accreditato, Josef von Sternberg (1927)
- Knowing Men, regia di Elinor Glyn (1930)
- The Price of Things, regia di Elinor Glyn (1930)

### Attrice e partecipazioni a film
- Fragilità, sei femmina! (The Affairs of Anatol), regia di Cecil B. DeMille - (attrice, non accreditata) (1921)
- The World's a Stage, regia di Colin Campbell - sé stessa (non accreditata) (1922)
- 1925 Studio Tour corto documentario - sé stessa (1925)
- Screen Snapshots corto documentario - sé stessa (1926)
- Cosetta (It), regia di Clarence G. Badger e, non accreditato, Josef von Sternberg - sé stessa (1927)
- Maschere di celluloide (Show People), regia di King Vidor (1928)
- What Is 'It', regia di Joseph Santley - sé stessa (1929)
- Hollywood episodi TV, regia di Kevin Brownlow e David Gill - (sé stessa, filmati d'archivio) (1980)
- Clara Bow: Discovering the It Girl documentario TV, regia di Hugh Munro Neely - (sé stessa, filmato d'archivio) (1999)
- Captured on Film: The True Story of Marion Davies documentario TV, regia di Hugh Munro Neely - (sé stessa, filmato d'archivio) (2001)